# 高王凌
高王凌（1950年8月27日—2018年8月24日），中国历史学家，前清华大学特聘教授、中国人民大学清史研究所教授。其主要研究方向为中国十八世纪历史，以及中国农村变革和相关历史问题。

## 生平
1950年出生。初中就读于清华大学附属中学，属初631班。
六十年代末，高王凌在山西太谷下乡插队。1973年，文化大革命进行到后期，高王凌作为工农兵大学生进入山西大学历史系就读。1976年，高王凌从山西大学毕业。1978年，高王凌就读于中国人民大学清史研究所。1981年，高王凌硕士研究生毕业，与孔祥吉一同留所。后长期在中国人民大学清史研究所工作，历任讲师、副教授。2009年，升任教授，至2010年退休。1986年至1987年，高王凌作为路思学者前往哥伦比亚大学访问，访问期间开始筹备建立中国留美历史学会。1987年9月，中国留美历史学会成立。2010年，高王凌前往清华大学担任特聘教授至2017年。
2018年8月24日上午11时30分，高王凌在北京逝世。

## 成就
高王凌是中国人民大学清史研究所教授，对中国18世纪历史，尤其是乾隆朝历史有所研究，撰写了乾隆三部曲。在黄仁宇提出五百年一个大历史的基础上，高王凌建立了三百年是一个历史的近代史观，将中国的现代化追溯至18世纪，并重点考察了人口增加、政府职能扩张、开拓边疆的三大中国与世界的共时现象。
除清史研究外，高王凌还关注地主农民关系和反行为研究，与中国18世纪历史研究构成其学院派著作的三大块。20世纪70年代高王凌曾在山西太谷插队，80年代参与了杜润生主持的中国农村发展问题研究组，这些经历对其之后研究起到了不少作用。针对地主农民关系，高王凌指出当代学者对地主对农民的剥削存在相当严重的高估，在地主和佃农之间存在复杂博弈关系而非是简单的剥削。高王凌还提出了“反行为”的概念，意指压力下的“弱势”一方以表面“顺从”的姿态获得“反制”的位势以求弥补损失维护自己利益的个人或群体行为，高王凌指出“反行为”的概念与“弱者的武器”概念不同且不发源于此，“反行为”是农民的“非抗争”而不是“反抗”，农民的“反行为”的目的是追求短时间内的一种无分胜负的状态。
在人口问题上，高王凌反对人口负担的说法，提出中国经济基本的发展得益于人口的增长，“人口之多，何罪之有”，认为人口问题应该由社会控制，而政府不能控制，实际上计划生育进行到后面早就失效了。

## 著作
高王凌发表有许多专著、论文，还在网络博客上撰写了大量博文。其部分书稿由于涉及土地改革和大饥荒等问题未能在中国大陆出版。下面列出部分著作。

### 专著
- 《十八世纪中国的经济发展和政府政策》（1995年，中国社会科学出版社）
- 《政府作用和角色问题的历史考察》（2002年，海洋出版社）
- 《租佃关系新论——地主、农民和地租》（2005年，上海书店）
- 《人民公社时期中国农民“反行为”调查》（2006年，中共党史出版社）
- 《乾隆十三年》（2012年，经济科学出版社，乾隆三部曲之一）
- 《马上朝廷》（2013年，经济科学出版社，乾隆三部曲之二）
- 《乾隆晚景》（2013年，经济科学出版社，乾隆三部曲之三）
- 《中國農民反行為研究（1950–1980）》（2013年，香港中文大學出版社）